# Nouveau vocabulaire français (Wailly)
Das  Nouveau Vocabulaire français  (Kurzname: Wailly) war ein einbändiges Wörterbuch der französischen Sprache, erschienen 1801 in Paris. Der Verfasser war Noël-François de Wailly (1724–1801). Das Werk wurde fortgeführt von seinem Sohn Étienne-Augustin de Wailly (1770–1821) und dessen Sohn  Alfred de Wailly (1800–1869). Es galt als Autorität und erlebte in 65 Jahren (bis weit in das Zweite Kaiserreich hinein) 23 Auflagen.

## Auflagen und Internetpräsenz
- 10. Auflage. 1822.
- 14. Auflage. Paris 1827. 958 S. (zweispaltig)
- Nouvelle édition classique. Carpentras 1842.  (gereinigte Schulausgabe)
- 22. Auflage: Nouveau vocabulaire français de De Wailly. 1855. Hachette, Paris 1917 (Print on Demand)
- Neue Auflage. Béchet, Paris 1864.
- 23. Auflage. Delagrave, Paris 1866.